# Francesc de Toda
Francesc de Toda   (Riudoms, 1800 - Reus, segle XIX) va ser un terratinent i comerciant català, alcalde de Reus el 1844-1845.

## Biografia
Juntament amb el seu germà Baltasar de Toda, havia heretat del seu besavi Francesc Toda i Gil, doctor en Dret, magistrat de la Reial Audiència de Catalunya i regent de la Cancelleria Reial, nascut també a Riudoms, el títol de ciutadà honrat de Barcelona, atorgat per l'Arxiduc Carles. Francesc de Toda es va dedicar a fer produir les seves terres i a comerciar amb els productes, sobretot vi i cereals, fixant la seva residència a Reus per aquests motius.
Andreu de Bofarull, historiador reusenc, diu que a les eleccions municipals de finals de l'any 1843 es va elegir un nou consistori "sin atender al color político", tot i que Toda era membre del sector empresarial i amb una ideologia propera al Partit Moderat. El seu antecessor, Salvador de Brocà, va decidir dedicar-se a la seva professió d'advocat i no aspirar a una reelecció.
El 1844 va començar a Reus amb actes festius. l'11 de març va visitar la ciutat la Reina Maria Cristina, on va ser rebuda per les autoritats amb carros triomfals i danses populars, on destacaven el ball de bastons, el de Cercolets, el de prims, el de cavallets i la Dansa de Mossèn Joan de Vic. Sempre acompanyada de l'alcalde Francesc de Toda, va visitar les institucions de caritat i la fàbrica de teixits de seda de Víctor Rosselló, la més important de la ciutat. El 31 de maig va repetir la visita, aquesta vegada acompanyada de tota la família reial, on se'ls va fer una rebuda semblant, fins que un aiguat terrible els obligà a refugiar-se al Palau Miró. Francesc de Toda va aprofitar la presència de la família reial per presentar a la reina un document redactat per l'ajuntament demanant algunes compensacions pels recents bombardejos de la ciutat del general Zurbano, ocorreguts el 1843 i que havien fet molt de mal a Reus. El clima de rebuda per part del poble no va ser gaire entusiasta, i segons Antoni Pons, un menestral reusenc que va escriure un interessant dietari, els del partit moderat van fer molta festa, però la restante población llevábamos luto¡¡. L'historiador Pere Anguera diu que el malestar de la població es podria atribuir al nomenament del nou ajuntament moderat, no gens ben vist pels liberals, i a la prohibició de les festes de Carnestoltes, que podien empènyer a la gent a fer reunions «per motius diversos».
Mentrestant els moderats seguien fent política. La patronal del tèxtil va enviar al fabricant instal·lat a Reus Macià Vila pel maig de 1844, una circular demanant als industrials reusencs que elegissin representants per a la Comissió de Fàbriques de filats, teixits i estampats que formaven els empresaris del tèxtil de tot Catalunya. El 13 de juny, sota la presidència de Francesc de Toda, es reuneixen a l'ajuntament 32 fabricants, que elegeixen dos representants, enviats a Barcelona.
Amb la nova Constitució Espanyola de 1845, Francesc de Toda va autoritzar el retorn de les monges carmelites descalces al seu convent de la plaça de les Monges (avui plaça de Prim), va organitzar un cos de policia format per un comissari i quatre elements i va obligar la Sociedad Patriótica de Fomento, un dels primers ateneus fundats a Reus, a treure la paraula «patriótica» del seu nom. Va autoritzar els balls als cafès i salons privats, per estar prohibits el balls públics per Carnestoltes i es van re-emprendre les antigues festes religioses. Va anar a rebre, quan va tornar a Reus, a l'antic alcalde de la vila, el conservador Josep de Miró, el 22 d'agost de 1845 que havia estat desterrat per la seva ideologia i actuacions, a l'illa de Maó des del 1833. Va deixar l'alcaldia el 31 de desembre de 1845, i l'1 de gener de l'any següent es va constituir un nou ajuntament moderat.